# Тетрархија
Тетрархија (грч. τετραρχία — „владавина четворице”) је систем власти где се она дели између четири особе. Термин тетрархија се обично односи на тетрархију коју је увео римски цар Диоклецијан 293. и која је трајала до 313. Увођење тетрархије обично означава крај Кризе 3. века и опоравак Римског царства.

## Диоклецијан и Максимијан, 284—305.
Прва фаза тетрархије понекад се назива и Дијархија а почела је уздизањем Максимијана за савладара, прво као цезара 285. а онда и као августа западне половине царства 286. 293. Диоклецијан је уз Максимијанову сагласност проширио царски колегијум поставивши два цезара, Галерија на истоку и Константина Хлора на западу.
Почетна фаза тетрархије била је успешна. Максимијан је остао лојалан Диоклецијану те су се обојица царева могла посветити спољним питањима. Максимијан је водио поход против Бургундијаца у Галији а Диоклецијан је успешно закључио мир са Персијом. Међутим, дошло је до компликација када се Караусије, официр задужен за војне операције против саксонских и франачких пирата, прогласио за цара након што је Максимијан наредио његово погубљење због задржавања пиратског плена за себе.
Караусије је прешао у Британију и фактички владао том провинцијом као и деловима северозападне Галије. Као цезар на западу, Константин Хлор је успешно повратио Британију а Максимијанов углед је био нарушен.
Након успеха постигнутог на Балкану и у Египту, дошло је до новог рата са Персијом. Нови сасанидски краљ, Нарзех, између 295. и 296. напао је Јерменију а затим и римску Месопотамију где је нанео тежак пораз Галерију. Није познато да ли је сам Диоклецијан био присутан током битке али је он одмах предузео кораке да би се ослободио било какве одговорности.
На јавној церемонији у Антиохији званична верзија догађаја гласила је да је Галерије крив за пораз, Диоклецијан не. Диоклецијан је јавно понизио Галерија натеравши га да пешачи испред царског каравана, и даље одевеног у царски пурпур.
Ускоро су доведена појачања и римска контраофанзива потиснула је Нарзеха назад према Јерменији. Римска пешадија била је у предности у односу на Сасанидску коњицу на неравном терену Јерменије, Галерије је постигао две победе над Персијанцима.
Галерије је напредовао низ реку Тигрис и заузео персијску престоницу Ктесифон пре него што се вратио на римску територију. Око 299. склопљен је мир повољан по Рим којим је Јерменија враћена у римску сферу утицаја. Рат је окончан мировним споразумом у римску корист и јачањем граница на истоку.
Период након окончања рата са Персијом обележили су све већи прогони хришћана, који су имали за циљ заустављање продора хришћанства и пропадања грчко-римске политеистичке религије. Међутим, Диоклецијанова политика прогона доживеће неуспех. Обим прогона хришћана под Диоклецијаном предмет је историјских расправа.
Остарели Диоклецијан, коме је здравље нагло пропало, абдицирао је 305. година, поставши тако први римски цар који се својевољно одрекао власти. Са њим се повукао и његов колега на западу, Максимијан, иако нерадо. По раније успостављеном правилу наслеђивања, као старији цареви сада су имали да иступе Галерије на истоку и Константин Хлор на западу. Као два нова цезара уздигнути су Максимин, као Галеријев колега на истоку, и Флавије Валерије Север на западу. Четворица ових владара формирала је другу тетрархију.

## Пропаст тетрархије 305—324.
Међутим, систем који је Диоклецијан осмислио врло брзо се распао након његовог повлачења са власти. По смрти Констанција Хлора 306, источни цар Галерије уздигао је Севера за августа на западу, али војска у Британији прогласила је Констанцијевог сина Константина за цара. У међувремену, Максенције, син Максимијана, и сам незадовољан што је остао без власти, победио је Севера и натерао га на абдикацију, а онда и уредио његово убиство 307. године. Сада су се и отац и син, Максимијан и Максенције прогласили царевима, па је тако њих четворица полагало право на титулу августа. На састанку у Карнунтуму (римска колонија и седиште војних трупа на Дунаву, данашња Аустрија), Галерије уз помоћ Диоклецијана успева да привремено разреши ситуацију. Савет се сложио да август на западу постане Лициније са Константином као цезаром. На истоку, август је остао Галерије са Максимином као цезаром. 
Максимијан је имао да се повуче, сходно ранијем договору, док је Максенције проглашен за узурпатора. Договор се показао катастрофалним: до 308. године Максенције је дефакто постао владар Италије и Африке чак и без званичног царског ранга, док ни Константин ни Максимин, који су већ носили титулу цезара од 306. односно 305, нису били спремни да прихвате напречац уздигнутог Лицинија за августа.
После неуспешног покушаја да задовољи Максимина и Константина испразном титулом синова августа (лат. filius Augusti) обојица су морала бити призната за августе већ 309. Постојање четири царева, међусобно супротстављених, фактички је означило распад Диоклецијанове тетрархије и почетак нове серије грађанских ратова.
Између 309. и 313. већина претендената на царски престо или је умрла или погинула у разним грађанским ратовима. Константин је приморао Максимијана на самоубиство 310, Галерије је умро природном смрћу 311. Максенције је поражен у бици код Милвијског моста 312. од стране Константина, а у метежу након саме битке је и погинуо. Максимин је извршио самоубиство у Тарсу након што је подлегао у бици против Лицинија.
Закључно са 313. преостала су два цара, Константин на западу и Лициније на истоку. Тетрархија је већ била окончана, иако ће њен дефинитивни крај доћи тек 324. када је Константин победио Лицинија у бици код Хадријанопоља, чиме је поново ујединио читаву империју и постао једини цар.
Ипак, тетрархија је стабилизовала римску државу након хаоса 3. века и омогућила каснију трансформацију из касне антике у рани средњи век.

## Престонице тетрархије
Иако је Рим остао номинална престоница Римског царства, цареви су столовали у градовима ближе границама царства. На тај начин су од нових престоница створени стожери одбране царства од страних освајача. Четири престонице тетрархије биле су:
- Никомедија у северозападној Малој Азији (данашњи Измит, Турска) у којој је столовао Диоклецијан, август Истока.
- Сирмијум (данашња Сремска Митровица; Србија), близу дунавског лимеса, био је престоница Галерија, цезара Истока
- Медиоланум (данашњи Милано, Италија) у близини Алпа, био је седиште Максимијана, августа Запада
- Аугуста Треверорум (данашњи Трир, Немачка) био је престоница Констанција Хлора, цезара Запада